# Kai Byoui Ramune
Kai Byoui Ramune (怪病医ラムネ Kaibyōi Ramune?, también conocida en inglés como Dr. Ramune Mysterious Disease Specialist) es una serie de manga japonesa escrita e ilustrada por Aho Toro. El manga fue serializado en la revista de Kodansha, Monthly Shonen Sirius, de septiembre del 2017 a julio del 2018, antes de ser trasladado a la aplicación el manga Magazine Pocket en agosto de 2018. Una adaptación de la serie al anime de Platinum Vision se estrenó el 9 de enero de 2021.

## Personajes
Ramune (ラムネ?)
 Seiyū: Yuma Uchida
Kuro (クロ?)
 Seiyū: Takuma Nagatsuka
Ayame (彩芽?)
 Seiyū: Kana Ueda
Nico (丹己?)
 Seiyū: Nobuhiko Okamoto
Momiji (紅葉?)
 Seiyū: Junichi Suwabe

## Contenido de la obra

### Manga
Kai Byoui Ramune está escrito e ilustrado por Aho Toro. El manga fue serializado en la revista de Kodansha, Monthly Shonen Sirius, en la edición de 2017, publicada el 26 de septiembre de 2017, hasta la edición de septiembre de 2018, publicada el 26 de julio de 2018. La serie fue entonces transferido a la aplicación de manga Magazine Pocket de Kodansha el 31 de agosto de 2018. Kodansha ha compilado sus capítulos en volúmenes de tankōbon individuales. El primer volumen se publicó el 9 de abril de 2018.

#### Lista de volúmenes
| Volúmenes de manga publicados | Volúmenes de manga publicados | Volúmenes de manga publicados |
| Número                        | Fecha de lanzamiento          | ISBN                          |
| ----------------------------- | ----------------------------- | ----------------------------- |
| 1                             | 9 de abril de 2018            | ISBN 978-4-06-511047-8        |
| 2                             | 7 de septiembre de 2018       | ISBN 978-4-06-512660-8        |
| 3                             | 8 de agosto de 2019           | ISBN 978-4-06-516860-8        |
| 4                             | 9 de diciembre de 2020        | ISBN 978-4-06-516860-8        |
| 5                             | 9 de marzo de 2021            | ISBN 978-4-06-522611-7        |

### Anime
En septiembre de 2020, se anunció que la serie recibiría una adaptación al anime. Fue producida por Platinum Vision y dirigida por Hideaki Oba, Ayumu Hisao a cargo de los guiones de la serie y Youko Satou a cargo del diseño de los personajes.  Tetsurō Oda compuso la música de la serie. La serie se estrenó el 9 de enero de 2021 en Tokyo MX y BS11. Crunchyroll transmitió la serie fuera de Asia. Yūma Uchida interpreta el tema de apertura de la serie "SHAKE! SHAKE! SHAKE!", mientras que la banda Saji interpreta el tema de cierre de la serie "Arcasia".

#### Lista de episodios
| N.º | Título | Dirigido por      | Escrito por | Fecha de emisión original |
| --- | --- | ----------------- | ----------- | ------------------------- |
| 1   | «Lágrimas de condimento» Transcripción: «Chōmiryō no Namida» (en japonés: 調味料の涙)                                                | Hideaki Ōba       | Ayumu Hisao | 9 de enero de 2021        |
| 2   | «El pene de pastel de pescado» Transcripción: «Chikuwa no Inkei» (en japonés: 竹輪の陰茎)                                            | Takashi Kobayashi | Ayumu Hisao | 16 de enero de 2021       |
| 3   | «La tienda de rarezas Akatsuki» Transcripción: «Kaigu-ya Akatsuki» (en japonés: 怪具屋あかつき)                                      | Norihiko Nagahama | Ayumu Hisao | 23 de enero de 2021       |
| 4   | «Dedos de chile» Transcripción: «Tōgarashi no Yubisaki» (en japonés: 唐辛子の指先)                                                   | Hideaki Ōba       | Ayumu Hisao | 30 de enero de 2021       |
| 5   | «Orejas de gyoza (Primera parte)» Transcripción: «Gyōza no Mimi Zenpen» (en japonés: 餃子の耳・前編)                                 | Takashi Kobayashi | Ayumu Hisao | 6 de febrero de 2021      |
| 6   | «Orejas de gyoza (Segunda parte)» Transcripción: «Gyōza no Mimi Kōhen» (en japonés: 餃子の耳・後編)                                  | Norihiko Nagahama | Ayumu Hisao | 13 de febrero de 2021     |
| 7   | «Cabeza de palomitas (Primera parte)» Transcripción: «Atama Kara Poppukōn Zenpen» (en japonés: 頭からポップコーン・前編)             | Takashi Kobayashi | Ayumu Hisao | 20 de febrero de 2021     |
| 8   | «Cabeza de palomitas (Segunda parte)» Transcripción: «Atama Kara Poppukōn Kōhen» (en japonés: 頭からポップコーン・後編)              | Norihiko Nagahama | Ayumu Hisao | 27 de febrero de 2021     |
| 9   | «El laberinto misterioso» Transcripción: «Kai Kai Meikyū» (en japonés: 怪廻迷宮)                                                     | Hideaki Ōba       | Ayumu Hisao | 6 de marzo de 2021        |
| 10  | «La misteriosa historia de Toru (Primera parte)» Transcripción: «Tōru Shin Kai Monogatari Zenpen» (en japonés: トール深怪物語・前編) | Norihiko Nagahama | Ayumu Hisao | 13 de marzo de 2021       |
| 11  | «La misteriosa historia de Toru (Segunda parte)» Transcripción: «Tōru Shin Kai Monogatari Kōhen» (en japonés: トール深怪物語・後編)  | Takashi Kobayashi | Ayumu Hisao | 20 de marzo de 2021       |
| 12  | «Ramune, especialista en dolencias extrañas» Transcripción: «Kaibyōi Ramune» (en japonés: 怪病医ラムネ)                              | Hideaki Ōba       | Ayumu Hisao | 27 de marzo de 2021       |